# Cecil B. DeMille

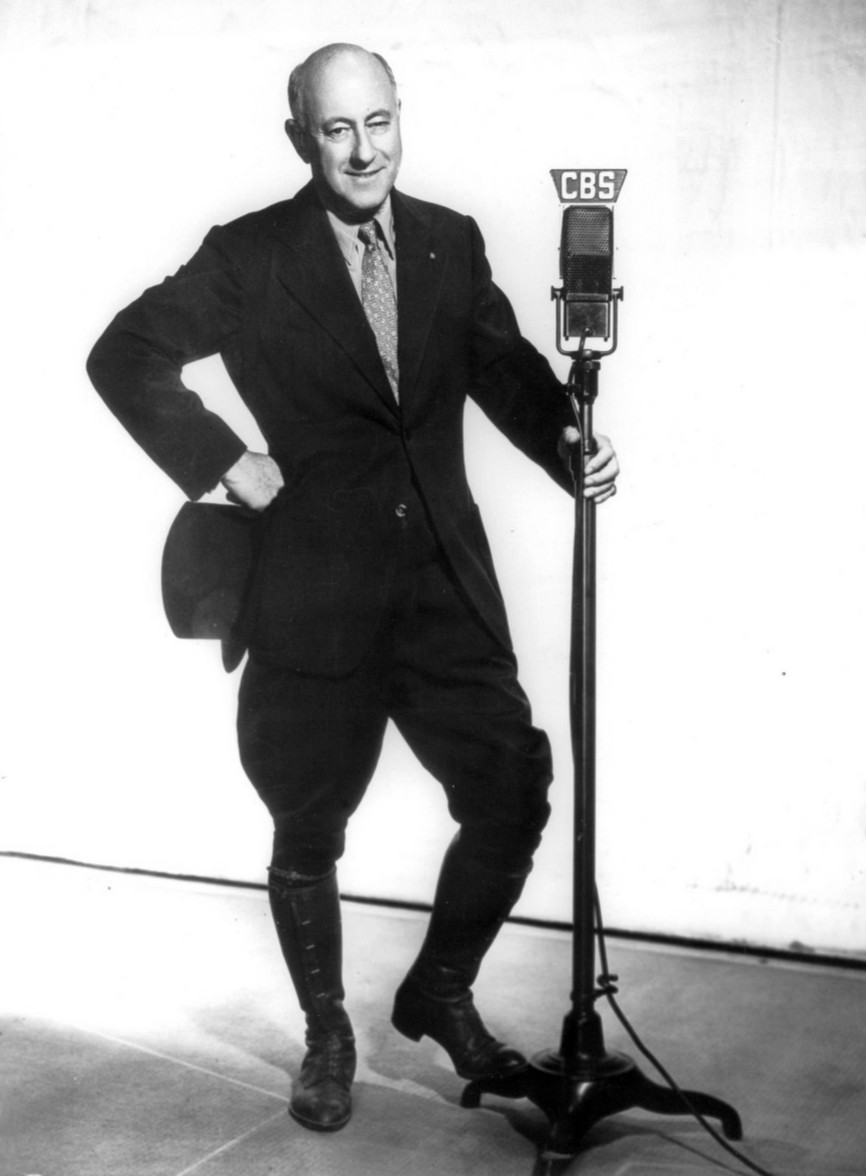
Cecil B. DeMille în 1937

Cecil Blount DeMille (n. 12 august 1881, Ashfield, statul Massachusetts – d. 21 ianuarie 1959, Hollywood, California) a fost un regizor american și producător de filme care a câștigat Academy Award atât cu filme mute cât și cu sunet. Cele mai cunoscute filme ale sale sunt Cleopatra (1934), Samson and Delilah (1949), The Greatest Show on Earth (1952) și The Ten Commandments (1923 și 1956).

## Filmografie selectivă

### fără sonor
- 1914 The Squaw Man
- 1914 The Master Mind
- 1914 The Man on the Box
- 1914 The Call of the North
- 1914 The Virginian
- 1914 What's His Name
- 1914 The Man from Home
- 1914 Rose of the Rancho
- 1915 The Girl of the Golden West
- 1915 After Five
- 1915 The Warrens of Virginia
- 1915 The Unafraid
- 1915 The Captive
- 1915 Chimmie Fadden
- 1915 Kindling
- 1915 Carmen
- 1915 Chimmie Fadden Out West
- 1915 The Cheat
- 1915 The Golden Chance
- 1916 The Trail of the Lonesome Pine
- 1916 The Heart of Nora Flynn
- 1916 Maria Rosa
- 1917 Joan the Woman
- 1917 Lost and Won
- 1917 A Romance of the Redwoods
- 1917 The Little American
- 1917 The Woman God Forgot
- 1917 Nan of Music Mountain
- 1917 The Devil-Stone
- 1918 The Whispering Chorus
- 1918 Old Wives for New
- 1918 Till I Come Back to You
- 1919 Don't Change Your Husband
- 1919 For Better, for Worse
- 1919 Male and Female
- 1920 Why Change Your Wife?
- 1920 Something to Think About
- 1921 Forbidden Fruit
- 1921 The Affairs of Anatol
- 1921 Fool's Paradise
- 1922 Saturday Night
- 1922 Manslaughter
- 1923 Adam's Rib
- 1923 Cele zece porunci
- 1924 Triumph
- 1925 The Golden Bed
- 1925 The Road to Yesterday
- 1926 The Volga Boatman
- 1927 The King of Kings
- 1929 The Godless Girl

### cu sonor
- 1929 Dynamite
- 1930 Madam Satan
- 1931 The Squaw Man
- 1932 The Sign of the Cross
- 1933 This Day and Age
- 1934 Four Frightened People
- 1934 Cleopatra
- 1935The Crusades
- 1936 The Plainsman
- 1938 The Buccaneer
- 1939 Union Pacific
- 1940 North West Mounted Police
- 1942 Seceră vântul sălbatic (Reap the Wild Wind)
- 1944 The Story of Dr. Wassell
- 1947 Unconquered
- 1949 Samson and Delilah
- 1952 Cel mai mare spectacol (The Greatest Show on Earth)
- 1956 Cele zece porunci (The Ten Commandments)
- 1958 The Buccaneer (producător)

### actor
- 1914 The Squaw Man
- 1922 A Trip to Paramountown
- 1930 Free and Easy
- 1937 The Last Train from Madrid
- 1941 Glamour Boy
- 1942 Star Spangled Rhythm
- 1947 Variety Girl
- 1950 Bulevardul amurgului (Sunset Boulevard), regia Billy Wilder
- 1952 Fiul Feței Palide (Son of Paleface), regia Frank Tashlin
- 1957  The Buster Keaton Story